# Scoliacma apiciplaga
Scoliacma apiciplaga là một loài bướm đêm thuộc phân họ Arctiinae, họ Erebidae.